# Europamästerskapet i ishockey för herrar 1923
Europamästerskapet i ishockey 1923, det åttonde Europamästerskapet i ishockey, avgjordes i Belgien. Turneringen spelades mellan 7 och 11 mars 1923 i Antwerpen. Fem lag deltog, ett nytt rekordantal för turneringen. Deltagande länder var titelförsvararna Tjeckoslovakien samt lag från Sverige, Frankrike, Schweiz och arrangörslandet Belgien. För fransmännen var detta deras första framträdande i Europamästerskap, vilket slutade med vinst över bland annat vicemästarna Tjeckoslovakien. Sverige vann sitt andra Europamästerskap.

## Resultat
| Datum   | Match                       | Resultat         |
| ------- | --------------------------- | ---------------- |
| 7 mars  | Sverige - Tjeckoslovakien   | 4 - 2 (1-1,3-1)  |
| 7 mars  | Belgien - Frankrike         | 1 - 4 (1-2,0-2)  |
| 8 mars  | Frankrike - Tjeckoslovakien | 2 - 1 (0-0,2-1)  |
| 8 mars  | Belgien - Schweiz           | 3 - 2 (2-1,1-1)  |
| 9 mars  | Sverige - Frankrike         | 4 - 3 (3-2,1-1)  |
| 9 mars  | Sverige - Schweiz           | 6 - 0 (3-0,3-0)  |
| 10 mars | Frankrike - Schweiz         | 4 - 2 (1-2,3-0)  |
| 10 mars | Belgien - Tjeckoslovakien   | 0 - 3 (0-0,0-3)  |
| 11 mars | Tjeckoslovakien - Schweiz   | 10 - 3 (8-3,2-0) |
| 11 mars | Belgien - Sverige           | 1 - 9 (0-4, 1-5) |

### Tabell
| Plac. | Lag             | Match | Segrar | Oavgj. | Förl | Mål    | Poäng |
| ----- | --------------- | ----- | ------ | ------ | ---- | ------ | ----- |
| 1.    | Sverige         | 4     | 4      | 0      | 0    | 23 - 6 | 8     |
| 2.    | Frankrike       | 4     | 3      | 0      | 1    | 13 - 8 | 6     |
| 3.    | Tjeckoslovakien | 4     | 2      | 0      | 2    | 16 - 9 | 4     |
| 4.    | Belgien         | 4     | 1      | 0      | 3    | 5 - 18 | 2     |
| 5.    | Schweiz         | 4     | 0      | 0      | 4    | 7 - 23 | 0     |

## Skytteliga
| Spelare                    | Mål |
| -------------------------- | --- |
| Léon Quaglia               | 10  |
| Nils Molander              | 10  |
| Einar "Stor-Klas" Svensson | 7   |
| Josef Malecek              | 5   |
| Birger Holmqvist           | 4   |

## Laguppställningar

### Sverige
- Målvakt: Albin Jansson;
- Backar: Einar "Knatten" Lundell (3 mål), Einar "Stor-Klas" Svensson (7 mål);
- Forwards: Karl Björklund, Birger Holmqvist (4 mål), Gustaf Johansson, Nils Molander (10 mål), Torsten Tegnér

### Frankrike
- Andre Charlet
- Pierre Charpentier
- Jean Chaudron
- Albert de Rauch
- Robert George
- Albert Hassler
- Lacroix
- Monard
- Philippe Payot
- Léon Quaglia

### Tjeckoslovakien
- Jaroslav Stránský
- Jaroslav Rezác
- Otakar Vindyš
- Karel Hartmann (2 mål)
- Jan Hamácek
- Miloslav Fleischmann
- Jaroslav Jirkovský (1 mål)
- Karel Pešek-Káda (3 mål)
- Vilém Loos (3 mål)
- Josef Šroubek (2 mål)
- Josef Malecek (5 mål)
- Karel Koželuh